# Жанаауыл (Туркестанская область)
Жана-ауыл (каз. Жаңа ауыл 2000г — новое село Тельманское) — село в Жетысайском районе Туркестанской области Казахстана. Центр Таджикского сельского поселения Входит в состав Жана-аульского сельского округа.  Расположено на Гагарин -Жетысай тракте, Код КАТО — 514453500.

## Население
В 1999 году население села составляло 2023 году  человек (2300 мужчины и 2100 женщин). По данным переписи 2009 года, в селе проживали 2192 человека (1053 мужчины и 1139 женщин).Таджик 90%. Казах 10%.